# Papegojsjuka
Papegojsjukan, ornitos eller psittakos, är en zoonos, det vill säga en sjukdom som kan smitta från djur till människa.
Fåglar utgör den främsta vektorn för smittämnet, bakterien Chlamydophila psittaci. Till en början upptäcktes sjukdomsfall hos människa efter kontakt med papegojfåglar, psittacina-fåglar, därav namnet psittakos. Senare visade det sig att bakterien är allmänt förekommande bland vilda fåglar, så namnet "papegojsjuka" är något oegentligt.

## Historia
Den första vetenskapliga artikeln om psittacosis kom år 1879 efter ett utbrott av papegojsjuka hos människor. Sjukdomen beskrevs som en epidemi av ovanlig lunginflammation hos sju personer i Schweiz i samband med att de varit i kontakt med tropiska sällskapsfåglar. Men benämningen "psittacosis" spåras till år 1893, då det observerades att överföring av smittämne från papegoja till människa orsakade influensaliknande symptom.
Mellan år 1890 och 1930 inträffade många svåra utbrott av psittacosis hos människor i Europa, i Nord- och Sydamerika som alla kunde sammankopplas med hantering, försäljning och köp av papegojor och andra exotiska fåglar. År 1930 till 1938 rapporterades 174 fall av papegojsjuka hos människor och dödligheten var 20 %, och 80 % hos gravida kvinnor. Med tiden blev stora utbrott sällsynta då sjukdomskontrollen blev mer effektiv tack vare förbättrad kunskap om epidemiologi, bättre diagnostiska verktyg såväl som användning av antimikrobiella medel vid behandling.

## Symtom

### Symtom hos fåglar
Fåglar som är smittade av C. psittaci kan visa symtom som diarré, avmagring, onormal psykisk trötthet och nedsättning i den mentala förmågan.

### Symtom hos människa
Inkubationstiden (från smittillfälle till symtom) är mellan 5 och 14 dagar, men kan vara så lång som 1 månad. Det är svårt att avgöra hur infektioner av C. psittaci påverkar människor hälsa eftersom symtomen liknar influensa eller lunginflammation. Det är inte alla infektioner som leder till lunginflammation. Bakterien kan spridas i hela kroppen och påverka olika organ (hjärta, lever, mag-tarmkanalen). Symtomen kan vara hög feber (upp till 40,5°C), frossa, huvudvärk, andningssvårigheter och hosta. Ibland kan även buksmärtor och mag-tarmproblem uppstå. Hos gravida kvinnor har ett flertal allvarliga komplikationer observerats så som hepatit, njurinsufficiens, sepsis och för tidig födsel.

## Smittspridning
C. psittaci infekterar mest fåglar, men den har även möjlighet att spridas till däggdjur, däribland människor, nötkreatur, får och gnagare. Människan smittas genom inandning av bakterien, vilket kan ske i kontakt med smittad fågel, via damm från fågel eller via en smittad fågels avföring.

### Smitta via fåglar
Nära kontakt med sällskapsfåglar kan utgöra en risk för zoonotisk överföring av C. psittaci från fågel till människa.
Av de cirka 800 fall av papegojsjuka (infektion med C. psittaci) som rapporterades till CDC (Centers for Disease Control and Prevention, USA) mellan 1987 och 1996 berodde nästan samtliga fall på smitta från sällskapsfåglar, framförallt papegojfåglar. Förmodligen är antalet smittade människor större än antalet rapporterade fall. Mörkertalet beror på att psittacosis är svårdiagnostiserat. Bakterierna sprids genom sekret från fåglarnas luftvägar eller deras torra avföring. Andra sätt att exponeras är mun- och näbbkontakt och hantering av infekterade fåglars fjädrar.
Vanligtvis sprids smittan från papegojor, parakiter och kakaduor. Hos kanariefåglar och andra finkar verkar dock bakterien vara mindre förekommande jämfört med andra papegojfåglar. Bakterien C. psittaci har isolerats från ungefär 460 fågelarter från 30 ordningar. Vid ankuppfödning har man kunnat påvisa att bakterien har spridits från ankor till människa. Detta trots att fåglarna inte har uppvisat kliniska tecken på sjukdom.

### Smitta i Sverige
Under normala förhållanden anmäls cirka sju fall av psittacosis i Sverige årligen och så har det sett ut åtminstone tio år tillbaka. I början av 2013 skedde dock ett utbrott som var koncentrerat till Södra Sverige, och 23 fall av sjukdomen sågs i Skåne och Kronoberg.
Det skedde även ett mindre utbrott under vintern 2014-2015, då åtta fall av sjukdomen upptäcktes mellan november och januari. Av dessa var sex av fallen koncentrerade till Västra Götaland. Dessa sjukdomsfall konstaterades ha uppkommit genom kontakt med fågelavföring från vilda fåglar, och flera av dessa personer ska ha handskats med fågelbad.

## Förebyggande
Eftersom bakterien är vanlig och många vilda fåglar bär på den (många enbart som smittbärare) så bör man vara försiktig om man handskas med fåglar ofta eller om man till exempel rengör ett fågelbord. Det faktum att antalet fåglar som kan bära på smittan är så stort gör att det i princip är omöjligt att förinta sjukdomen.
Miljön spelar en viktig roll för infektionen på gårdar med tamfåglar, framför allt om fåglarna föds upp utomhus. I Sverige har jordbruksverket tillsammans med SVA (Statens veterinärmedicinska anstalt) utformat rekommendationer för hur uppfödare genom skyddsåtgärder kan skydda sina fåglar mot smittsamma sjukdomar som sprids med vilda fåglar.
Allmänna hygienregler vid skötsel av tamfåglar är att endast de som sköter tamfåglarna bör ha tillträde till djurutrymmet. Det är även viktigt att tvätta händerna och hålla rent där fåglarna vistas.

## Diagnostik
Det har tidigare varit svårt att diagnostisera Chlamydophila psittaci i laboratorium. Numera kan PCR (polymerase chain reaction) användas för att kunna upptäcka smitta hos värden. Det är en säker teknik och den går snabbt att utföra. Metoden är dessutom billig och mer standardiserad jämfört med tidigare analysmetoder. Det räcker med ett vävnadsprov från värden för att kunna göra en PCR-analys. Med PCR-teknik kan DNA påvisas och genom serologidiagnostik kan antikroppar mot C. psittaci påvisas.

## Behandling
Eftersom C. psittaci saknar cellvägg kan den inte behandlas med vanligt penicillin. C. psittaci är därför svårbehandlad. Det har gjorts lyckade försök med behandling av laboratoriesmittade nymfparaktiter. Efter att blivit smittade behandlades de med doxycyklin (ett tetracyklin-antibiotikum) eller azithromycin. Båda antibiotika eliminerade effektivt C. psittaci infektionerna. Fler studier behövs dock för att se hur det fungerar med naturligt smittade fåglar och även med andra fågelarter. Ofta behöver behandlingen pågå under lång tid (30-45 dagar) för att ge effekt. Det är väldigt svårt att behandla många fåglar under en så lång period. Därför har försök gjorts med att tillsätta antibiotika till fåglarnas dricksvatten. Det verkar fungera ganska bra.
Liksom hos fåglar fungerar tetracyklin vid behandling av C. psittaci-infektioner hos människor. Vid milda fall kan patienten behandlas med doxycyklin eller tetracyklin under minst 10 dagar. Svårt sjuka patienter ska behandlas intravenöst ända uppemot 10–14 dagar efter att febern avtagit.
Mortaliteten för obehandlad sjukdom beräknas uppgå till cirka 20 %.

## Laboratorierapportering
Papegojsjukan klassificeras i Sverige som en anmälningspliktig sjukdom i enlighet med smittskyddsförordningen (2004:255). Alla sjukdomar som kan överföras till människan, eller mellan människor och som kan innebära ett hot människors hälsa, ska enligt smittskydslagen (2004:168) anmälas till smittskyddsläkaren. I de flesta länder är psittacosis anmälningspliktig och måste rapporteras inom 48 timmar.